# Altamonte Springs
Altamonte Springs er en by i Seminole County i Florida, USA. Byen har en befolkning på 46.231 (2020) indbyggere. Den udgør den nordlige forstad til storbyområdet Greater Orlando, som efter 2008-statistik havde et befolkningstal på 2.054.574.
Navnet Altamonte er spansk og betyder høje bjerge.

## Fodnoter
1. ↑  Navnet er anført på engelsk og stammer fra Wikidata hvor navnet endnu ikke findes på dansk.
2. ↑  www.altamonte.org, hentet 8. november 2024 (fra Wikidata).
3. 1 2  USA's folketælling fra 2020, hentet 1. januar 2022 (fra Wikidata).
4. ↑  "Altamonte Springs (city) QuickFacts from the US Census Bureau" (engelsk). Quickfacts.census.gov. Arkiveret fra originalen 3. juli 2012. Hentet 2010-04-15.
5. ↑  "Facts - Division of Historical Resources" (engelsk). Dhr.dos.state.fl.us. 1922-06-13. Arkiveret fra originalen 3. september 2006. Hentet 2010-04-15.